# Verzino
Verzino ist eine süditalienische Gemeinde (comune) in der Provinz Crotone in Kalabrien mit 1558 Einwohnern (Stand 31. Dezember 2023). Die Gemeinde liegt etwa 35 Kilometer nordwestlich von Crotone und grenzt unmittelbar an die Provinz Cosenza.

## Geschichte
Der Legende nach soll Verzino durch den griechischen Helden Philoktetes errichtet worden sein. Die Siedlungsfunde lassen jedenfalls auf eine Besiedlung seit dem 4. und 3. Jahrhundert vor Christus schließen.